# Josiah D. Whitney

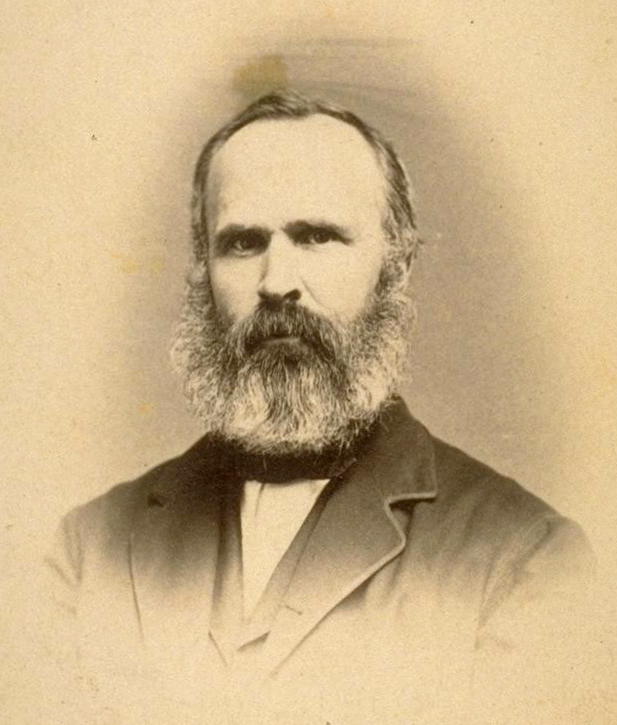
Josiah D. Whitney 1863

Josiah Dwight Whitney  (* 23. November 1819 in Northampton, Massachusetts; † 15. August 1896 in New London, New Hampshire) war ein US-amerikanischer Geologe. Er war Staatsgeologe von Kalifornien und Professor an der Harvard University.

## Leben
Whitney studierte ab 1836 an der Yale University Chemie, Astronomie und Mineralogie mit dem Abschluss 1839 und ging 1840 als unbezahlter Assistent von Charles T. Jackson zum Geological Survey von New Hampshire. Danach wollte er ursprünglich Jura studieren, wechselte aber unter dem Eindruck einer Vorlesung von Charles Lyell zur Geologie und setzte sein Studium von Chemie und Geologie 1842 in Europa (Frankreich, Deutschland) fort.
Bei der Rückkehr 1847 wurde er mit John Wells Foster Assistent von Charles T. Jackson bei der geologischen Landesaufnahme von Nord-Michigan und am Lake Superior. Nach dem Ausscheiden von Jackson setzte er dies mit Foster fort und beide veröffentlichten ihren Bericht 1850. Die Erkundung dieses an Bodenschätzen reichen Gebiets machte ihn zum Lagerstättenexperten und er beriet in der Folge Bergbaugesellschaften. 1850 wurde Whitney in die American Academy of Arts and Sciences gewählt. 1854 erschien sein Buch über die Bodenschätze der USA. Er war danach in der geologischen Erkundung von Iowa (Report 1858/59) und am oberen Missouri (Report 1862) mit James Hall (Report 1859/59). Außerdem wurde er 1855 Professor an der Iowa State University.
Ab 1860 war er Leiter des California Geological Survey, dem allerdings zunehmend die Mittel gestrichen wurden und der 1868 eingestellt wurde. Ein Grund war, dass Whitney in der Landesaufnahme auf breiter Basis auch Paläontologie, Zoologie und Botanik verfolgte (geleitet vom Botaniker William Henry Brewer, wozu noch Clarence King, James Terry Gardiner und Charles F. Hoffmann stießen), seine Auftraggeber aber in erster Linie an Bodenschätzen, speziell Goldvorkommen, interessiert waren. Whitney behielt zwar bis 1874 den Titel Staatsgeologe, es wurde aber keine geologische Landesaufnahme mehr betrieben. Er veröffentlichte allerdings die Ergebnisse, teilweise selbst finanziert. Das 1880 gegründete State Mining Bureau befasste sich nur mit Bodenschätzen und Bergbau und stellte erst 1928 überhaupt einen Geologen ein. Das ambitionierte Programm von Whitneys Landesaufnahme von Kalifornien hatte Einfluss auf spätere Unternehmungen dieser Art und auf die Gründung des US Geological Survey.
1863 war Whitney Gründungsmitglied der National Academy of Sciences. 1865 wurde er Professor für Geologie in Harvard, wo er eine Bergbau-Ausbildung begründen sollte. Der Aufgabe konnte sich Whitney allerdings erst ab 1874 widmen, nachdem seine Position als Staatsgeologe in Kalifornien zu einem Ende kam.
Er war ein früher Proponent eines Nationalparks im Yosemite-Tal und veröffentlichte ein Buch über das Tal. Mit John Muir geriet er in einen Disput, weil er den von Muir vertretenen glazialen Ursprung des Tals verneinte, wovon er auch nie abrückte. Nach Whitney entstand das Tal, als dessen Boden absackte.
Bekannt ist er auch für seine Rolle im Hoax um den Calaveras-Schädel, ein 1866 in Calaveras County gefundener menschlicher Schädel, der vorgeblich aus dem Pliozän stammte, was Whitney befürwortete. 1879 zeigte Thomas Wilson in Harvard anhand des Fluor-Gehalts, dass er viel jünger war.
Er war seit 1854 mit der Schriftstellerin Louisa Goddard (1819–1882) verheiratet. Mit ihr hatte er eine Tochter Eleanor (1856–1882), nach der er den Lake Eleanor im Yosemite-Nationalpark benannte.
1869 bestimmte er mit William H. Brewer die Höhe der höchsten Gipfel der Rocky Mountains. In Anerkennung dafür wurde der Mount Whitney nach ihm benannt. Auch der Whitney-Gletscher am Mount Shasta ist nach ihm benannt. Er wurde in die Geological Society of London gewählt.

## Schriften – Auszug
- Metallic Wealth of the United States. Philadelphia 1854
- The Yosemite Book 1869. yosemite.ca.us
- The Geological Survey of California, 1864–1870
- The Geological Survey of California: An Address Delivered Before the Legislature of California at Sacramento, Tuesday Evening, March 12th. 1861. By J. D. Whitney, State Geologist. Towne & Bacon, 1861; Textarchiv – Internet Archive
- Geology. Vol. I. Report of Progress and Synopsis of the Field Work from 1860 to 1864. Published by Authority of the Legislature of California. Caxton Press of Sherman & co., etc., etc. 1865; Textarchiv – Internet Archive
- Geology. Vol. II. The Coast Ranges. 1882; Textarchiv – Internet Archive

Er gab das Buch von Jöns Jakob Berzelius über Lötrohr-Proben in Amerika heraus.
- Publications by Josiah Dwight Whitney. Internet Archive